# EMusic
eMusic è un negozio di musica di internet che opera tramite iscrizione. Ha sede a New York ed è di proprietà di Dimensional Associates, LLC. Dal marzo 2007 è il secondo più grande negozio di musica in internet con oltre 300.000 iscritti.